# The Hitchhiker’s Guide to the Galaxy
The Hitchhiker’s Guide to the Galaxy (с англ. — «Путеводитель по галактике для путешествующих автостопом») — интерактивная фантастическая компьютерная игра, основанная на одноимённом романе Дугласа Адамса. Игра была выпущена в 1984 году для платформ Apple II, Macintosh, Commodore 64, Amiga, Atari, Atari ST и MS-DOS.
Игра удостоена премии от «Thames TV» и по мнению многих является лучшей научно-фантастической или юмористической (в зависимости от точки зрения) игрой Infocom. Игра использовала текстовый движок ZIL, позволявший составлять предложения из шести слов. При попытке игрока задать на выполнение нестандартную команду, не предусмотренную сценарием, игра отвечала сообщением о том, что действия игрока «вызвали межзвёздную войну, в которой погибли миллиарды» и просьбой в следующий раз выбирать слова более осторожно.

## Разработка
Игра создавалась при самом непосредственном участии Дугласа Адамса, работавшего в тесном сотрудничестве с программистом Стивом Мерецки, который к тому времени разработал для Infocom игры Planetfall и Sorcerer. Некоторые источники называют этот проект «вероятно, первой игрой, написанной за программиста писателем».
Для успешного прохождения от игрока не требовалось знакомства с оригинальным литературным произведением, сюжет игры не был копией романа, однако в нём присутствовали все ключевые элементы и персонажи книги.
Игровой процесс в целом отличался крайней недоброжелательностью, загадки были чрезвычайно сложны и неверное их решение, или не решение неизбежно влекли за собой смертельный исход.
Особую и неоднозначную репутацию среди игроков приобрела печально известная загадка с вавилонской рыбкой, помогающей её хозяину понимать язык других существ. В книге Форд Префект просто помещает рыбку в ухо Артура Дента, в то время как в игре необходимо совершить целый ряд действий, чтобы получить возможность поместить рыбку Артуру в ухо (в противном случае прохождение игры становится физически невозможным). Игроки, тестировавшие игру, нашли эту головоломку чересчур сложной, и был поднят вопрос о её удалении из игры, на что Адамс в своей манере ответил: «Tell them to f… off!».
Загадка осталась, а Infocom была вынуждена выпустить партию футболок с надписью-подсказкой: «I got the Babel Fish» (тем самым подчёркивая важность рыбки для прохождения игры).
Тем не менее, позже среди поклонников сериала и игры эта загадка приобрела статус, близкий к культовому, и стала неотъемлемой частью культуры, связанной с игрой.

## Feelies
Многие игры Infocom сопровождались наборами дополнительной тематической продукции (т. н. feelies, термин разработан Infocom и не имеет определённого перевода). Feelie (или feelies, во множественном числе) носили характер приятного бонуса, помогающего игроку прочувствовать настроение игры, а зачастую также выполняли функции защиты от несанкционированного копирования.
В комплекте с «The Hitchhiker’s Guide to the Galaxy» поставлялись:
- значок с надписью «Don’t Panic!» (с англ. — «Без паники!»), напечатанной большими, приветливыми буквами;
- «чувствительные к опасности» солнцезащитные очки (англ. peril-sensitive glasses) со «стёклами» из чёрного непрозрачного картона;
- пластиковый пакетик с этикеткой «Пух из кармана» (ватный шарик);
- запечатанный пластиковый пакетик с этикеткой «Официальный микроскопический космический флот» (пустой);
- ордер на снос дома Артура Дента;
- ордер на уничтожение Земли (на «вогонском» языке, в действительности представлявшем собой английский текст, набранный стилизованным кириллическим шрифтом);
- брошюра «How Many Times Has This Happened to You?» (с англ. — «Сколько раз такое случалось с тобой?»), рекламирующая вымышленную энциклопедию «The Hitchhiker’s Guide to the Galaxy»;
- «no tea» (заявлен, но не присутствует. Не-чай, обыгрывающий фразу, что в комплекте с игрой «нет чая». Объект «no tea» фигурирует в игре как сквозная шутка и часть загадки, появление связано с тем, что за время своих долгих скитаний по Галактике Артур Дент нигде не смог найти аналога земному чаю).

## Сиквел
В 1985 году началась работа над предполагаемым сиквелом под названием Milliways: The Restaurant at the End of the Universe, действие которого начиналось с того места, где закончились события первой игры. Однако в силу ряда обстоятельств проект был закрыт в 1989 году. В апреле 2008 года неизвестный сотрудник Activision (поглотившей в 1989 году Infocom) обнародовал часть архивов, содержащую исходные коды начальных уровней незавершённого проекта.

## Ремэйки
К 20-летию игры на сайте BBC была представлена одноимённая текстовая игра с некоторыми графическими элементами, созданными иллюстраторами Родом Лордом и Ноланом Вортингтоном. После некоторых обсуждений была создана вторая версия игры, в которой были использованы иллюстрации, созданные другими художниками (в основном, поклонниками серии).
Любительская группа разработчиков DN Games на базе бесплатного движка квестов AGS разработала игру, являющуюся попыткой адаптации оригинальной текстовой приключенческой игры от Infocom для графического интерфейса Point-and-click.